# 烏累若鞮単于
烏累若鞮単于（呉音：うるにゃくたいぜんう、漢音：おりゅうじゃくていせんう、拼音：Wūlèiruòdīchányú、？ - 18年）は、中国新時代の匈奴の単于。呼韓邪単于と第2閼氏（大閼氏）との子で、烏珠留若鞮単于の異母弟。烏累若鞮単于というのは称号で、姓は攣鞮氏、名は咸（かん）という。
王莽に捕らえられ、孝単于に立てられたが、逃走し、匈奴に逃げ帰った。その後、兄の烏珠留若鞮単于の後に、単于に即位し、烏累若鞮単于を名乗る。
王莽の新王朝への侵略をやめ、新と講和しようとしたが、子が殺害されていたことや王莽が名分にこだわったことから、講和は不徹底になり、匈奴の新の侵攻は継続された。

## 生涯

### 四人の兄が全て単于となる
呼韓邪単于とその第二夫人である大閼氏との間に生まれ、「咸」と名付けられた。
兄には、第一夫人（顓渠閼氏）の子である且莫車（後の車牙若鞮単于）がおり、咸の同母兄に、雕陶莫皋・且麋胥の二人がいた。その次の兄として顓渠閼氏の子である嚢知牙斯がいて、咸の同母弟である大閼氏の子として、楽（人名）がいた。また、呼韓邪単于とその他の閼氏（夫人）の間の子であり、嚢知牙斯の異母兄弟のあたる人物が十数人いた。
建始2年（前31年）、呼韓邪単于は死去する。年少者でも第一夫人である顓渠閼氏の子である且莫車に継がせるか、年長者で第二夫人の子である大閼氏を継がせるかで意見が分かれたので、最終的に第一夫人・第二夫人に関係なく、年上から順に単于位を継承させる規則を立てられ、咸の同母兄の雕陶莫皋が、復株累若鞮単于として即位した。同じく、咸の同母兄の且麋胥為が左賢王となり、異母兄の且莫車は左谷蠡王となり、嚢知牙斯は右賢王に任じられた。
鴻嘉2年（前20年）、復株累若鞮単于が死去し、同母兄の且麋胥が捜諧若鞮単于として即位する。異母兄の且莫車が左賢王となった。
元延元年（前12年）、捜諧若鞮単于が死去し、異母兄の且莫車が車牙若鞮単于として即位すると、同じく異母兄の嚢知牙斯が左賢王に任ぜられた。
綏和元年（前8年）、車牙若鞮単于が死去し、左賢王であった異母兄の嚢知牙斯が烏珠留若鞮単于として即位した。異母弟の楽が左賢王に任命され、呼韓邪単于の第5閼氏の子であり、烏珠留若鞮単于の異母弟にあたる輿が右賢王に任命された。

### 匈奴と新の決裂
始建国元年（9年）、中国で王莽が帝位を簒奪し、漢を滅ぼして新を建てた。王莽は五威将の王駿らを匈奴へ派遣し、烏珠留若鞮単于に新たな単于印を与えた。その帰り道、王駿らは、この時に、左犁汗王であった咸の所領にさしかかったところで、多くの烏桓民がいるのを見かけたので、咸に「四条の制約に違反しているので速やかに還しなさい」と言った。咸は「単于に聞いてから還します」とし、烏珠留若鞮単于からは「塞内に従ってこれを還すべきか、塞外に従ってこれを還すべきか」と言ってきた。そこで、詔が塞外に従ってこれを還すべきとしたので、咸は塞外に従ってこれを還した。
始建国2年（10年）、匈奴に降伏しようとして、西域都護の但欽に殺された車師後王須置離の兄である狐蘭支が、国を挙げて匈奴に亡命してきたとき、烏珠留若鞮単于は四条の制約を無視してこれを受け入れた。狐蘭支は匈奴と共に新へ入寇し、匈奴に帰還した。
時に新の戊己校尉の史（官名）の陳良・終帯・司馬丞の韓玄・右曲侯任商らは西域の反乱を見、さらに匈奴が大いに侵攻しようと考えていると聞いて、並んで死ぬことを恐れて、ともに謀って、役人と兵士、数百人を脅かし奪って、戊己校尉の刁護を殺した。陳良らは、使者を送って、匈奴の南犂汗王である南将軍と通じた。南将軍は、二千騎を率いて、西域に入って、陳良らを迎え入れ、陳良らは戊己校尉の役人や兵士、男女二千人余りを全ておどかし奪って、匈奴に投降した。韓玄と任商は南将軍の所に留まり、陳良と終帯は単于の宮庭に至り、人民たちは別に零吾水に近くで農耕することになった。烏珠留若鞮単于は陳良と終帯を烏桓都将軍に任じ、2人は烏珠留若鞮単于の近くに留められ、何度も呼ばれて、飲食をともにした。
また、10月までに、王莽が与えた印を漢の時代の文字にもどさなかったために、辺境の郡を攻め、役人や民衆を殺害・略奪している。
同年12月、王莽は匈奴の単于の名を変えて、“降奴服于”として、匈奴を討伐することを決め、30万の軍を10道に分けて、匈奴への侵攻を命じるとともに、烏珠留若鞮単于の討伐後は、呼韓邪単于の子孫15人を全て単于に任じ、匈奴を15に分割しようと決める。

### 王莽に孝単于に任じられる
始建国3年（11年）、西域都護の但欽は上書して「匈奴南将軍の右伊秩訾王が人衆を率い、諸国を寇撃しようと企んでいる」と報告した。そこで王莽は匈奴で15人の単于を分立させようと考え、中郎将の藺苞・副校尉の戴級に兵1万騎を率いさせ、多くの珍宝でもって雲中にある塞の近くに至り、呼韓邪単于の諸子を招き寄せた。
やって来たのは右犁汗王となっていた咸とその子の登と助の3人で、藺苞らはとりあえず咸を脅して、拝して孝単于とし、安車と鼓車各一両、黄金を千斤、雜繒を千匹、旗のついた戟を十本与えた。さらに、助を拝して順単于とし、黄金五百斤、与えた。そして助と登を長安に連れ帰り、邸宅に留めた。王莽は、藺苞を宣威公に封じ、虎牙将軍に任じ、戴級を揚威公に封じた。
この事を聞いた烏珠留若鞮単于はついに激怒し、左骨都侯で右伊秩訾王の呼盧訾・左賢王の楽らに兵を率いさせ、雲中 の益寿塞から侵入して大いに吏民を殺させた。ここにおいて、呼韓邪単于以来続いた中国との和平は決裂した。
咸は王莽から孝単于として立てられたが、新から逃げ出して、塞から出て、烏珠留若鞮単于の宮庭に帰っていき、烏珠留若鞮単于に脅かされていたことを話した。烏珠留若鞮単于は、咸を粟置支侯という匈奴の低い地位に任じた。後に、長安に連行された助が病死したため、登が代わりに王莽に順単于として立てられた。
厭難将軍の陳欽と震狄将軍の王巡は雲中の葛邪塞に駐屯した。この時、匈奴は何度も新の辺境を侵略し、多くの将や率、官吏や役人を殺害し、人民を略奪し、家畜を持ち去ることがとても多かった。新軍が捕らえた捕虜は皆、孝単于の咸の子である角（人名）が、何度も侵攻していると話し、陳欽と王巡はこのことを王莽に上聞した。
始建国4年（12年）、夏、王莽は怒り、諸々の異民族を集めて、咸の子である登を長安の市場で処刑して見せしめとした。

### 単于として即位する
始建国5年（13年）、烏珠留若鞮単于が死去する。匈奴の政治を取り仕切っていた大臣の右骨都侯の須卜当は、復株累若鞮単于と王昭君の娘である伊墨居次の云の夫であった。 伊墨居次の云は以前から中国と和親を欲しており、もともと咸とは親しかった。そのため、伊墨居次の云と須卜当は、咸が以前、王莽に孝単于に立てられていたこともあって、輿を飛び越えて、烏累若鞮単于とした（これからは、「咸」ではなく、「烏累若鞮単于」と記す）。
烏累若鞮単于は匈奴の単于として即位すると、烏珠留若鞮単于の子の蘇屠胡本を左賢王とし、異母弟の盧渾（屠耆閼氏の子）を右賢王とし、弟の輿を左谷蠡王とした。（伊墨居次の）云と須卜当は烏累若鞮単于に新との和親を勧めてきた。
匈奴の西に存在する遊牧国家である烏孫の大小の昆弥が新の王莽に使者を遣わし、朝貢を行う。大昆弥の伊秩靡は、漢の公主（皇女）の孫であり、伊秩靡と夷狄の女性との間に子が生まれ、小昆弥となっており、烏孫の人々は彼らに帰服していた。王莽は、匈奴が各地の辺境を同時に侵略しているため、烏孫の国を心腹させたいと考え、使者を派遣して、小昆弥の使者を呼び出して大昆弥の使者の上に置いた。新の保成師友・祭酒の満昌が使者を弾劾して奏上した「夷狄は、中国に礼儀があるから従っているのです。大昆弥は君主です。もし、臣下の使者を君主の使者の上位に置けば、夷狄を保つことはできなくなるでしょう。使者に対する大不敬です！」。王莽は、怒って、満昌を免官した。
西域の諸国は、王莽が恩信を失わせるようなことを繰り返したため、焉耆の国がまず反乱を起こし、西域都護の但欽を殺害した。

### 王莽の匈奴への認識
天鳳元年（14年）4月、王莽は詔を下した「常安（漢代の長安）は西の都であり、“六郷”と呼ぶ。常安の周辺の県は“六尉”と呼ぶ。義陽（漢代の洛陽）は東の都であり、“六州”と呼ぶ。義陽の周辺の県は“六隊”と呼ぶ。粟米を朝廷に入れる郡を“内郡”と呼ぶ。その外の郡を“近郡”と呼ぶ。（異民族から防衛するための）砦がある郡を“辺郡”と呼ぶ。合計して、125郡がある。九州（中国のこと）の中には、県は2,203がある。公爵の“甸服”にあるもの、これを“惟城”とする。もろもろの“侯服”にあるもの、これを“惟寧”とする。“采服”と“任服”にいる諸侯は、これを“惟翰”とする。“賓服”にあるものは、これを“惟屏”とする。文教をはかり、武衛を振るうもの、これを“惟垣”とする。九州（中国のこと）の外にあるものは、これを“惟藩”とする。それぞれその方位をもって名称として、すれで総べて万国とする」。
20・21世紀の日本の中国思想学者である渡邉義浩は、「王莽の新たな世界観は、両都（東都・西都）制の畿内に当たる「六郷・六尉・六州・六隊」と（中略）「甸服」・「侯服」・「采服」・「男（任）服」・「衛（賓）服」から成る「九州」、さらには「九州の外に居る」「惟藩」により構成される。これまでの「天下」とは異なり、「九州の外に住む夷狄の居住地をも、その「大一統」の及ぶべき地域とする新たな「理念の帝国」が、ここに観念されたのである」、「王莽の世界観の根底に置かれた「天下」観念は、『周礼』そのものではないが、「天下」のなかに中国のみならず周囲の夷狄を含む『周礼』の「天下」概念に基づくものなのである」、「こうして王莽は、夷狄を包括する『周礼』の「天下」概念を根底に置き、それを「大一統」すべきと観念する「理念の帝国」を創りあげた。王莽の理想的な世界観は、経学上の「天下」概念の拡大により完成したのである」と論じている。

### 新との和親
烏累若鞮単于は、新と和親することを決めた。（伊墨居次の）云と須卜当は、使者を派遣して、西河郡の虎猛県の制虜塞にところに行かせ、制虜塞の官吏に新の和親侯に会見したいと告げた。新の和親侯の王歙は、王昭君の兄の子であり、云の従兄にあたった。新の中部都尉は、王莽に上聞した。
王莽は王歙と王歙の弟であたる騎都尉・展徳侯王颯を匈奴へ派遣してきた。烏累若鞮単于は、王歙・王颯の兄弟から即位を慶賀され、黄金と衣服・繒帛を与えられた。王歙・王颯はあざむいて、烏累若鞮単于の子である登が健在であると嘘をつき、以前匈奴へ寝返った陳良と終帯らの返還を求めてきた。
烏累若鞮単于は陳良・終帯・韓玄・任商の4人と、戊己校尉であった刁護を手ずから殺した芝音とその妻子以下27人を全て捕らえ、全て木製の檻にいれて、王歙・王颯に引き渡した。さらに、右厨唯姑夕王の富ら40人に、王歙・王颯を見送らせた。
王莽は焚如の刑を作り、陳良らを長安の北の地で、焼殺し、役人や民にこれを見物させた。
この時、新の辺境の地は大飢饉となり、人間がお互いを食べるようにまでなっていた。諫大夫の如普が辺境の兵士たちを視察して、もどってから報告してきた「軍の兵士たちは、長い期間、塞において駐屯して、苦しんでおり、辺境の郡では、その気持ちを満たすものがありません。この度、単于とまた和平を結んだ以上は、兵を解散させるべきです」。しかし、校尉の韓威は進言して言った「新室の威力が、胡虜どもを飲み込むことは、口の中にいるノミやシラミと異なりません。私に五千人の勇敢な兵士を与えていただければ、一斗の兵糧をもらわなくても、飢えれば、胡虜の肉を喰い、乾けば、その血を飲み、縦横無尽に戦ってみせましょう」。王莽は、韓威の発言を勇壮であると褒めて、韓威を将軍に任じた。
それでも、王莽は如普の進言に従い、諸々の将軍や率とその兵に国境への駐屯を中止させて帰還させることにし、陳欽ら18人を罷免して、四関の填都尉や諸々の屯兵もやめさせて、游撃都尉だけを配置した。しかし、烏累若鞮単于は王莽から財貨を贈られたにもかかわらず、体面上は漢の故事に違わないようにふるまい、和平を行うように見せていたが、実際は侵略を行い、利益を得ていた。

### 新との交戦と再度の和親
その後、烏累若鞮単于は子の登が王莽によって殺されていたことを知り、激怒して左地（匈奴の東側の領土）から、侵入略奪を行うことが絶えなかった。王莽は、そのため、また、軍を発して辺境に駐屯させた。辺境にいた内地の郡に入り込み、人の奴婢となった。王莽は、官吏や民に辺境の民を奴婢とすることを禁じ、破ったものを市場において処刑した。
烏累若鞮単于は、王莽から送られてきた、このことを問責する使者を迎えて言った「烏桓と匈奴の無法な悪賢い民が、塞内に入って略奪するのは、中国にも盗賊がいるようなものに過ぎないのだ。私はまだ初めて即位して、国主となったばかりで、威信はまだ浅いが、力の限り、そのようなことは禁止させており、新に対して二心を持つようなことは決してない」。
天鳳2年（15年）、烏累若鞮単于は新と和親を結んだため、子の登の屍を求めた。王莽は使者を送って、登の屍を届けさせようとしたが、烏累若鞮単于が怨恨によって、使者を殺害することを恐れた。そこで、王莽は、かつて侍子であった登を誅殺すべきと進言した、陳欽を捕らえて、他の罪状にかこつけて牢獄につないだ。陳欽は言った「これは、私が進言したことを理由に、匈奴のために行っているのだ！」。陳欽は自害した。
同年5月、王莽は儒者のうち、独断で受け答えができる人物を選び、ふたたび王歙に五威将の王咸と率の伏黯・丁業ら6人を率いさせ、匈奴の使者として、右廚唯姑夕王を送らせるとともに、王莽が処刑した侍子となっていた登及び諸貴人の従者の喪を奉じさせ、登の屍を送り届けさせ、全員を儀装した馬車に載せた。王歙らが、塞の近くに至ると、烏累若鞮単于は（伊墨居次の）云と須卜当との子である大且渠の須卜奢らに塞まで出迎えさせた。
この時、王莽が烏累若鞮単于に与えた勅令では、
- 烏珠留若鞮単于の墓から屍を掘り起こし、棘のついた鞭でその屍を鞭打つこと。
- 烏累若鞮単于を責めて、馬を一万匹、牛を三万頭、羊を十万頭差し出すこと。
- 匈奴が何度も略奪した辺境の民で生きているものは、全て返還すること。

が烏累若鞮単于に命じられていた、と伝えられる。『漢書』「王莽伝中」では、このことについて、「王莽が大言を好むことは、このようであった」と評している。だが、烏累若鞮単于は、単于の庭宮に到着した王咸が王莽の威徳を述べ、烏累若鞮単于が反乱した罪を責め、縦横に受け答えを行うと、烏累若鞮単于は言葉に詰まってしまった。
それでも、烏累若鞮単于は、王歙と王咸たちから多くの黄金や珍宝が贈られ、匈奴と単于の号を改めるように諭され、匈奴を“恭奴”に、単于を“善于”にとした、新の印と組み紐を与えられた。
骨都侯の須卜当は、王莽に封じて後安公とし、須卜当の子の須卜奢は後安侯に封じられた。烏累若鞮単于は、心を曲げて王莽に従ったように振舞い、王莽の金幣を受け取ったが、新への寇盗も従来通り行った。（伊墨居次の）云と須卜当は、王歙と王咸からまた、陳良らを引き渡すために贖われた金を与えられた。
同年12年、王歙と王咸らは、塞内に帰ってきた。王咸は病死したが、王莽は大変喜んで、王歙に銭200万を賜い、王咸の子と伏黯ら全員に爵位を封じた。

### 匈奴の影響
王莽の新王朝では、穀物が高騰し、辺境にいる兵20数万人衣食を提供するために、県の役人は悩み苦しんだ。特に、五原郡と代郡はその被害が最もひどく、そのため盜賊が蜂起し、数千人が徒党を組んで近隣の郡に侵入していった。王莽は、捕盜将軍の孔仁を派遣して、兵を率いさせ、郡県と共同して盗賊を攻撃し、一年余りで平定し、辺境の郡ではほとんど盗賊はいなくなった。
天鳳3年（16年）5月、新の長平館の西岸が崩れ、涇水はふさがれて流れず、岸が崩壊して北へと流れて言った。王莽が、大司空の王邑を視察に派遣し、帰ってから奏上すると、王莽の群臣たちは王莽の寿を祝福して、これは、『河図』でいうところの「土をもって水をしずめる」、匈奴滅亡の祥瑞だとした。そこで、王莽は、并州牧の宋弘と游撃都尉の任萌を派遣して、兵を率いて、匈奴を討伐させることに決め、辺境までくると、駐屯させた。
この年、王莽は、大使として五威将の王駿を任じ、西域都護の李崇とともに、戊己校尉を率いさせ、西域へと派遣した。西域の諸国は全て郊外で出迎えて、貢物を献じた。先に、西域の西域都護の但欽を殺害したため、王駿は西域諸国を襲撃しようと考えていた。そこで、佐帥の何封、戊己校尉の郭欽に命じて別動の軍を率いさせた。焉耆国が偽って王駿に降伏し、伏兵で王駿らを攻撃し、そのため、王駿や李崇たちは皆、死んだ。郭欽と何封が後から到着すると、老人や弱い者を襲撃して、車師国を服従させて、帰って塞に入った。王莽は郭欽を填外将軍に任じて、劋胡子に封じ，何封を集胡男に封じた。このため、西域と新王朝の関係は絶たれてしまった。
天鳳5年（18年）、烏累若鞮単于は即位5年で死去し、弟である左賢王の輿が立ち、呼都而尸道皋若鞮単于となった。

## 子
- 順単于 (助)
- 順単于 (登)